# Katedralen i Antibes
Katedralen i Antibes, Cathédrale Notre-Dame Dame de l'Immaculée Conception d'Antibes, är den tidigare domkyrkan för biskopsdömet Antibes och stadens Antibes största kyrkobyggnad. 
Kyrkobyggnaden är en basilika med tre skepp, med en plan som efterliknar Chablisordens kyrkor, särskilt den i Valbonne. Framför kyrkan finns ett 40 meter högt försvarstorn. Kyrkans västfasad är av skärmtyp med joniska pilastrar i italiensk stil. 

## Historik
Den första kyrkan byggdes på 400-talet på grunden av ett romerskt tempel. En andra kyrka uppfördes på 500-talet, varav rester finns i Saint-Espritkapellet. Mellan 442 och 1236 var Antibes biskopssäte för 40 biskopar och kyrkan var därmed en domkyrka. Biskopen hade därefter sitt säte i Grasse till 1385, och Antibes hamnade senare under biskopsdömet Nice.
Katedralen förstördes av saracener 1124 och återuppbyggdes i slutet av 1200-talet och början av 1300-talet. Från 1385 tillbyggdes Den heliga andens kapell på kyrkans nordsida för Confrérie de pénitents ovanpå resterna av 500-talskyrkan.  
Sydfasaden skadades av artilleribeskjutning vid en belägring av Antibes 1746 under Österrikiska tronföljdskriget 1740–48, och restaurerades senare av Ludvig XV med medel ur den kungliga kassan. Kyrkporten från 1710 har halvstatyer av Antibes båda skyddshelgon Rochus och Sebastian, utförda av skulptören Jaques Dolle (omkring 1658–1730) från Antibes.
Nuvarande fasad byggdes på 1700-talet, men moderniserades i italiensk stil 1848.
Kyrkan blev byggnadsminne 1945.

## Interiör
I kyrkan finns bland annat en altartavla med 19 tablåer med Jungfru Maria, målad omkring 1515 och attribuerad till Louis Brea, en vigvattenskål från 1500-talet, en liggande Kristusgravskulptur i lindträ från 1600-talet och en dopfunt i brons från 1722.

## Bildgalleri

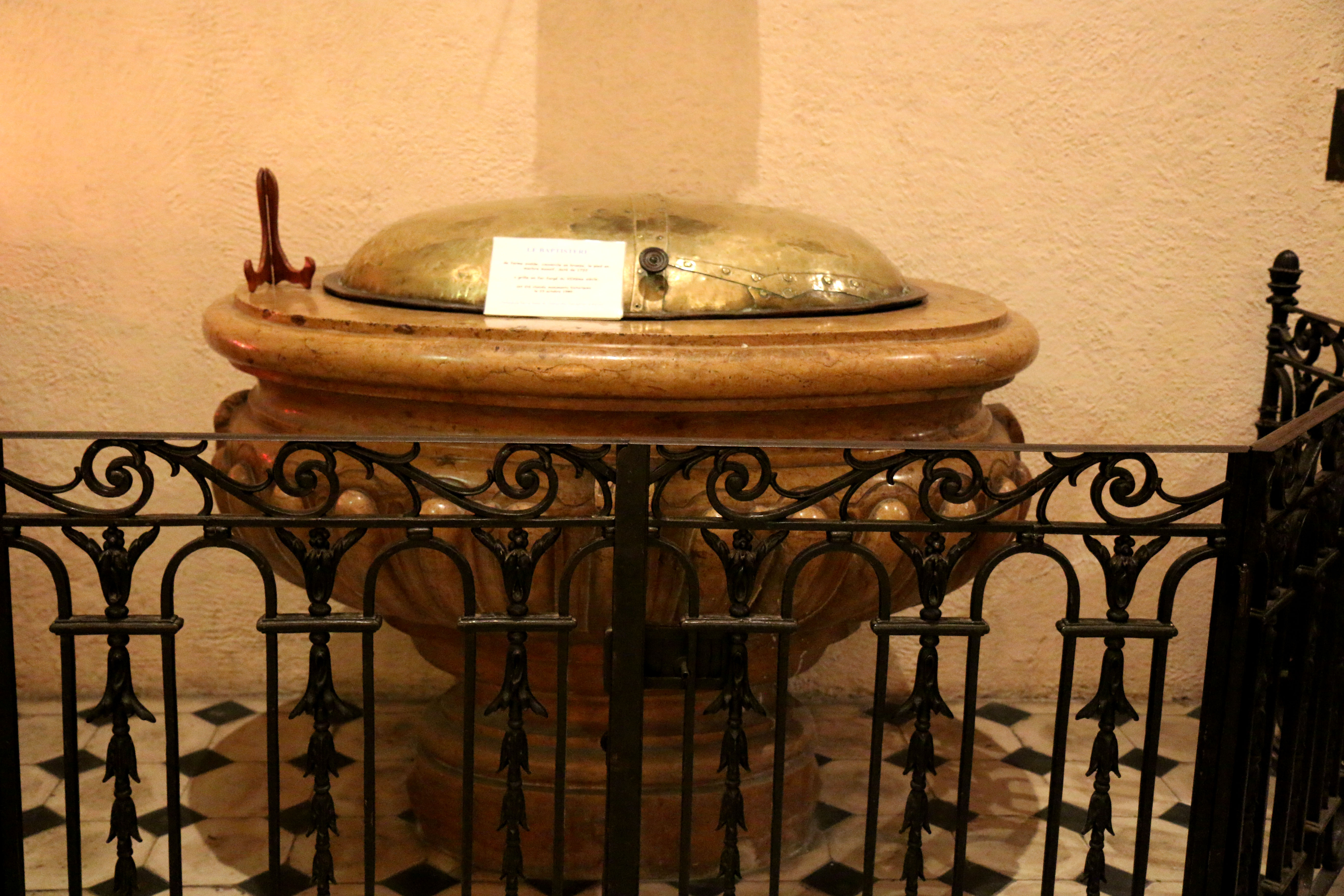
Dopfunt från 1722, brons på fot av marmor
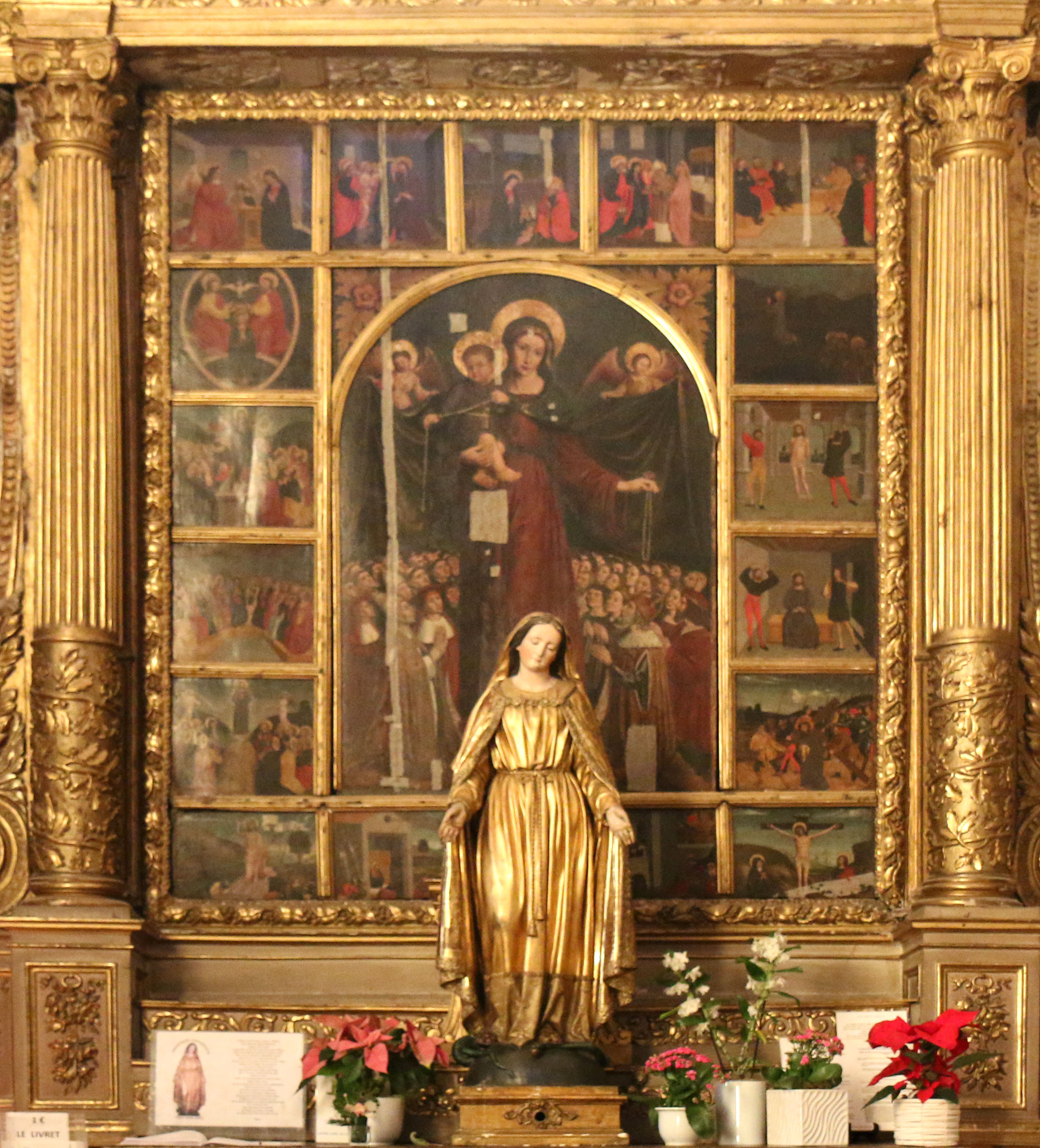
19 Jungfru Maria-tablåer från omkring 1515, attribuerade till Louis Brea
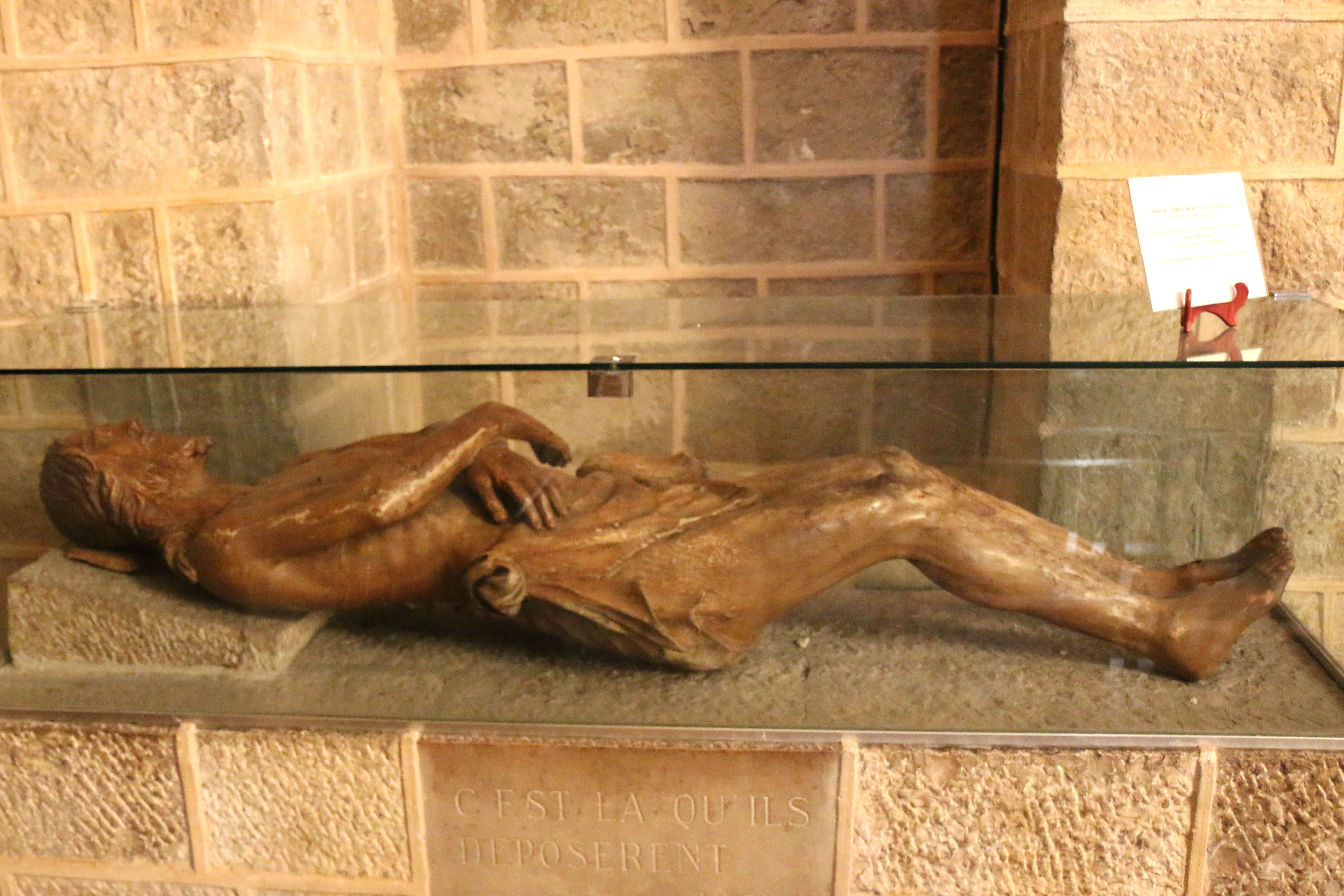
Liggande Kristusgravskulptur i lindträ från 1600-talet